# 白石凡
白石 凡（しらいし ぼん、1898年7月25日 - 1984年3月31日）は、朝日新聞社元企画部顧問。

## 来歴・人物
山口県出身。京都帝国大学卒業後の1925年に大阪朝日新聞へ入社。その後、学芸部長、出版局長、論説主幹、企画部編集顧問を歴任。
文芸部記者時代に、横山エンタツ・花菱アチャコと引き合わせて秋田實を漫才作家に転身させるきっかけを作り、日本の演芸史の大きなターニングポイントの立役者となった。
アジア・アフリカ作家会議日本評議会委員長や日中文化交流協会常任理事など務めるほかに、1974年から1981年まで大佛次郎賞選考委員も務めた。
『サンチョ・パンサの言葉』（中央公論社）などの著作がある。